# 威廉·布雷姆
威廉·布雷姆（德語：Wilhelm Brem，1977年11月23日—），德国男子冬季两项、越野滑雪运动员。他曾代表德国参加1994年、1998年、2002年、2006年、2010年和2014年冬季残疾人奥林匹克运动会，获得三枚金牌、三枚银牌和二枚铜牌。